# Arquidiocese de Manfredonia-Vieste-San Giovanni Rotondo
A Arquidiocese de Manfredonia-Vieste-San Giovanni Rotondo (Archidiœcesis Sipontina-Vestana-Sancti Ioannis Rotundi) é uma circunscrição eclesiástica da Igreja Católica situada em Manfredonia, Itália. Seu atual arcebispo é Franco Moscone, CRS. Suas Sés são a Catedral de Manfredonia e a Concatedral de Vieste.
Possui 51 paróquias servidas por 122 padres, abrangendo uma população de 151 446 habitantes, com 99,4% da dessa população jurisdicionada batizada (150 600 católicos).

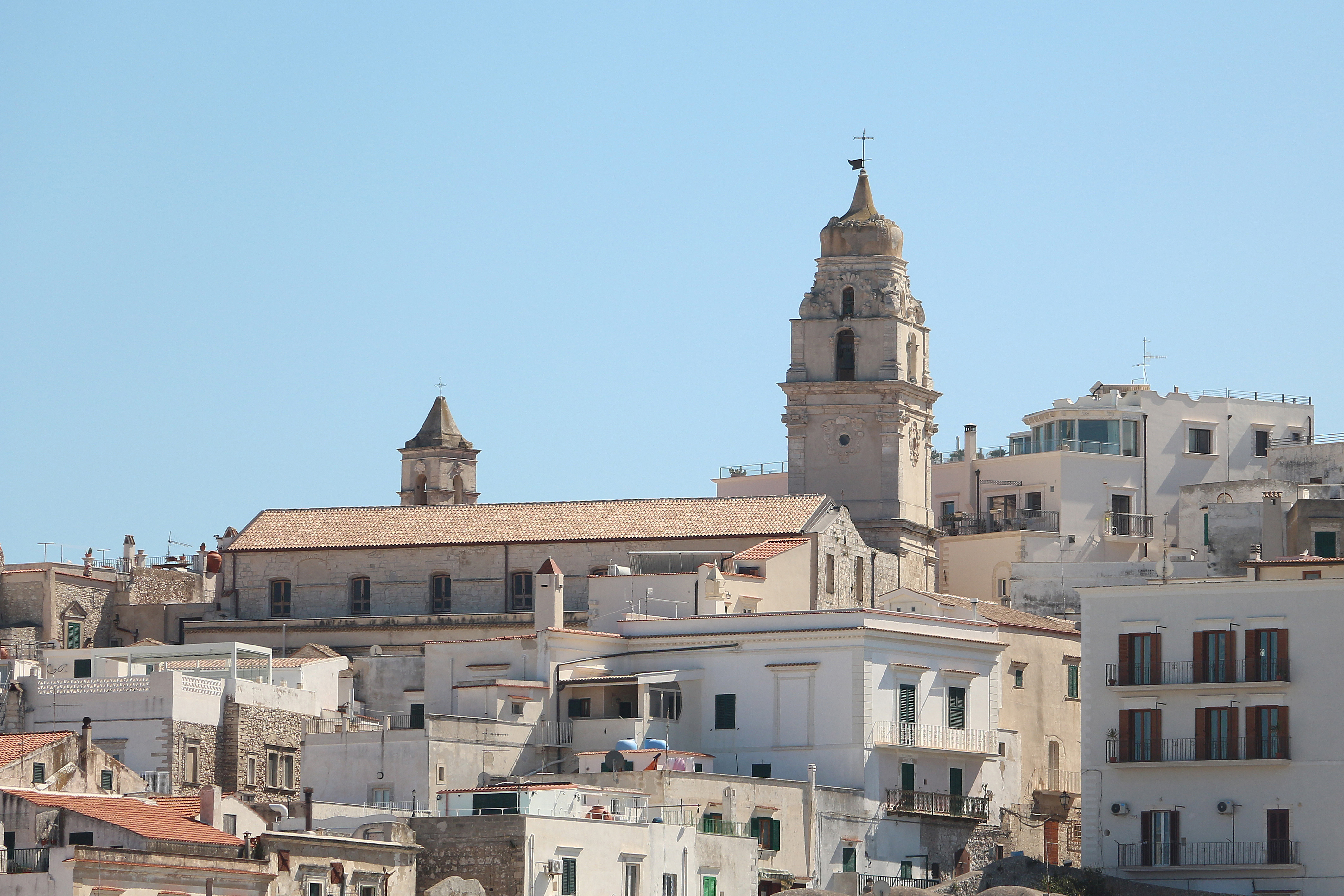
Concatedral de Vieste

## História
A origem da diocese de Siponto é incerta. Segundo a tradição, foi o próprio apóstolo São Pedro quem fundou a comunidade cristã de Siponto e consagrou seu primeiro bispo, São Justino; a mesma tradição relata uma longa lista de presumíveis bispos sipontinos, muitos deles anônimos, entre os séculos II e IV. No entanto, o primeiro bispo documentado historicamente é Félix I, que participou do concílio romano convocado pelo Papa Hilário em 465. No entanto, "apesar do silêncio das fontes, a comunidade cristã de Siponto deve estar bem viva e organizada desde o século IV como evidenciam a existência de uma basílica primitiva cristã com três naves e alguns hipogeus primitivos».
Em 663 Siponto foi destruído pela primeira vez pelas incursões dos eslavos. Após esta destruição a cidade foi quase abandonada e também a diocese foi efetivamente suprimida e unida à arquidiocese de Benevento; segundo a tradição, relatada na vida de São Barbato de Benevento, a união ocorreu na época deste bispo de Benevento, na segunda metade do século VII. No entanto, o primeiro bispo de Benevento a relatar ambos os títulos é David II no final do século VIII, como evidenciado por um diploma de 795, onde David se define como bispo sanctæ sedis Beneventanæ et Sipontinæ ecclesiæ.
Siponto recuperou a independência eclesiástica no início do século XI, durante a dominação bizantina, com o bispo Leão documentado de 1023 a 1037, período em que a Igreja de Siponto foi elevada pelo Papa Bento IX (1032-1044) à categoria de Igreja Arquiepiscopal. O verdadeiro arquiteto do renascimento de Siponto foi o bispo beneditino Geraldo, documentado de 1064 a 1076, cujo pontificado "marca a emancipação total da igreja Sipontina de Benevento, no que diz respeito à autonomia diocesana e metropolitana".
A origem da diocese de Vieste, que remonta à era da dominação bizantina, é incerta. O primeiro bispo conhecido é Alfano, documentado em 1019 graças a um pergaminho da abadia de Santa Maria delle Tremiti, datado no vigésimo sexto ano do episcopado de Alfano, que se tornou bispo de Vieste por volta do ano 994. O bispo é ainda mencionado em pergaminhos de 1031 e 1035.
Desde o tempo do Papa Pascoal II (1099-1118) é atestada a dependência da diocese de Vieste da província eclesiástica da arquidiocese de Siponto, da qual era a única diocese sufragânea.
A decadência da cidade de Siponto, arruinada por Guglielmo I pouco depois de meados do século XII, abandonada pelos seus habitantes e mais recentemente atingida por um sismo, levou a transferência do bispado para a cidade vizinha de Manfredonia, construída entre 1256 e 1263.
O rito bizantino seria amplamente difundido na antiga diocese de Siponto. O uso do rito bizantino foi mantido no altar-mor da catedral até o tempo do bispo Domenico Ginnasi (1586-1607) no final do século XVI. Em 1620 a catedral de Manfredonia foi destruída pelos turcos e posteriormente reconstruída durante o episcopado de Antonio Marullo. A construção do seminário diocesano em 1598 deve-se ao bispo Domenico Ginnasi.
A partir de 1818, com a bula De utiliori do Papa Pio VII, os arcebispos sipontinos também se tornaram administradores perpétuos da diocese de Vieste. Os cônegos da catedral de Vieste foram autorizados a eleger seu próprio vigário capitular para cada novo arcebispo administrador.
Em 29 de setembro de 1933, a arquidiocese de Manfredonia e a diocese de Vieste passaram a fazer parte da região eclesiástica de Benevento em virtude do decreto Iam pridem da Sagrada Congregação Consistorial. Esse status foi mantido até 1976, quando as dioceses de Capitanata foram anexadas à região eclesiástica de Puglia.
Em 30 de abril de 1979, a arquidiocese de Manfredonia perdeu sua dignidade metropolitana, mantendo o título arquiepiscopal, e passou a fazer parte, juntamente com a diocese de Vieste, da província eclesiástica da arquidiocese de Foggia.
Em 10 de dezembro de 2002, com o decreto Sanctum Pium da Congregação para os Bispos, o nome da arquidiocese foi alterado com a adição do título de San Giovanni Rotondo. No dia 4 de maio seguinte, com a carta apostólica Effigies viva, o Papa João Paulo II confirmou São Pio de Pietrelcina como padroeiro da arquidiocese.

## Prelados

### Bispos de Siponto
- São Justino ? † (circa 44)
- Anônimo ? † (circa 132)
- Anônimo ? † (circa 138)
- Anônimo ? † (? - circa 194)
- São Marcellino ? †
- São Giuliano ? †
- São Leão I ? † (circa 256 - circa 293)
- Santo Eusânio ? † (circa 296 - 300)
- Anônimo ? † (301)
- Anônimo ? † (circa 333)
- Anônimo ? † (circa 385)
- Aurélio ? †
- Simplicio ? †
- São Teodoro ? †
- São Félix I † (mecionado em 465)[15]
- São Lorenzo Maiorano † (primeira metade do século VI)[16]
- Félix II † (antes de 591 - depois de 593)[17]
- Vitaliano † (antes de 597 - depois de 599)[18]
- Estêvão † (século VI/VII)[19][20]
- Rufino † (mencionado em 649)
  - Sé unida a Benevento (VII-século XI)
- Leão II † (antes de 1023 - depois de 1037)[21]
  - João de Trani † (? - 1059) (administrador apostólico)[22][23][24]
- Guisaldo † (mencionado em 1062)[25]
- Geraldo I, O.S.B. † (1064 - depois de 1076)[26]
- Omobão † (antes de 1087 - depois de 1097)
- Alberto, O.S.B. † (1100 - 1116)[27]
- Gregório I, O.S.B. † (1116 - 1117)[28]
- Guilherme I † (1118 - depois de 1124)[29]
- João I † (antes de 1129 - depois de 1132)[29]
- Gaudino † (mencionado em 1136)[29][30]
- Guilherme II † (antes de 1143 - depois de 1147)[29]
- Godofredo † (antes de 1158 - depois de 1168/1169 deceduto)[31]
- Geraldo II de Verona † (1170 - depois de 1179)[32]
- João II † (mencinado em 1195)[33]
- Hugo de Troia † (1195 - 1210)[33]
- Anônimo † (mencionado como bispo eleito em 1215 e em 1216)[33]

### Arcebispos de Manfredonia
- Rogério de Anglona † (antes de 1219 - 1256)[33]
- Giacomo Falconario † (1259 - depois de 1269)[33][34]
- Giovanni Freccia † (1277 - circa 1290)[33]
- Andrea De China † (1291 - 1301)
- Gregorio de Montelongo † (1301 - 1302)
- Leonardo Mancini † (1302 - 1326)
- Matteo Orsini, O.P. † (1327)
- Bartolomeu † (1328 - 1330)
- Sasso Giudici Leoni † (1330 - 1343)
- Pietro Gallo, O.F.M. † (1343 - ?)
- Francesco Crispo, O.E.S.A. † (1351 - ?)
- Marino, † (1354 - ?)
- Feo † (1361 - ?)
- Pietro, O. Carm. † (1375 - depois de 1378)
- Giovanni III † (1382 - 1386)
- Giovanni IV † (1386 - 1397)
- Niccolò Sacchi, O.P. † (1398 - 1402)
- Niccolò de Hortis † (1402 - 1407)
- Lorenzo II † (1410 - ?)
  - Paolo di Segni † (1414 - 1419) (antibispo)
- Mattia Foschi † (1436 - 1438)
- Angelo Capranica † (1438 - 1447 )
  - Basílio Bessarion † (1447 - 1449 ) (administrador apostólico)
- Giovanni Burgio † (1449 - 1458)
- Niccolò Perotti † (1458 - 1480)
- Tiberio Nardini † (1481 - 1498)
- Agapito Geraldino † (1500 - 1506)
- Antonio Maria Ciocchi del Monte † (1506 - 1511)
- Giovanni Maria Ciocchi del Monte † (1513 - 1544, eleito papa com o nome de Júlio III)
- Giovanni Ricci † (1544 - 1545)
- Giovanni Andrea Mercurio † (1545 - 1550)
- Sebastiano Antonio Pighini † (1550 - 1553)
- Dionisio de Robertis, O.S.M. † (1554 - 1560)
- Bartolomé de la Cueva y Toledo † (1560 - 1562)
- Tolomeo Gallio † (1562 - 1573)
- Giuseppe Sappi † (1573 - 1586)
- Domenico Ginnasi † (1586 - 1607)
- Annibale Serugo De Gimnasiis † (1607 - 1622)
- Giovanni Giannini † (1622 - 1622)
- Bernardino Buratto † (1623 - 1628)
- Annibale Andrea Caracciolo † (1628 - 1629)
- Orazio Annibale della Molara † (1630 - 1643)
- Antonio Marullo, S.J. † (1643 - 1648)
- Paolo Teutonico † (1649 - 1651)
- Giovanni Alfonso Puccinelli, C.R.L. † (1652 - 1658)
- Benedetto Cappelletti † (1659 - 1675)
- Vincenzo Maria Orsini de Gravina, O.P. † (1675 - 1680)
- Tiberio Muscettola, C.O. † (1680 - 1708)
- Giovanni De Lerma † (1708 - 1725)
- Marcantonio De Marco † (1725 - 1742)
- Francesco Rivera † (1742 - 1777)
- Tommaso Maria Francone, C.R. † (1777 - 1799)
  - Sé vacante (1799-1804)
- Giovanni Gaetano del Muscio, Sch. P. † (1804 - 1807)
  - Sé vacante (1807-1818)

### Bispos de Vieste
- Alfano † (circa 994 - depois de 1035)[6]
- Marando (ou Maraldo) † (antes de 1158 - circa 1168/1169)[35]
- Simão † (mencionado em 1179)[36]
- Anônimo † (antes de 1195 - 1198)[36]
- Anônimo † (mencionado em dezembro de 1199)[36]
- Anônimo † (mencionado em 1224)[36]
- Pietro † (mencionado em 1225 circa)[36]
- Teoduino † (mencionado em 1227)[36][37]
- Giovanni † (antes de 1274 - depois de 1275)[36]
- Angelo † (1291 - 1302)
  - Gabriele, O.S.B. † (1303 - 1303) (bispo eleito)
- Giovanni, O.E.S.A. † (1304 - ?)
- Elia Seguini, O.P. † (1343 - 1349)
- Nicola, O.F.M. † (1349 - ?)
- Cristoforo † (1361 - ?)
- Rainaldo di Monte Sant'Angelo, O.F.M. † (1371 - ?)
- Zamparino † (circa 1385 - 1387)
  - Guglielmo Simonelli † (1387 - 1420) (antibispo)
- Antonio † (1387 - 1390)
- Zamparino † (1390 - 1403) (pela segunda vez)
- Lorenzo de Gilotto † (1403 - 1405)
- Francesco † (1405 - ?)
- Giovanni di Ruvo † (1420 - ?)
- Benedetto Bernardo, O.P. † (1477 - 1495)
- Carlo Bocconi † (1495 - 1505)
- Latino Pio † (1505 - 1514)
- Giovanni Francesco Salvino † (1514 - 1516)
- Girolamo Magnani, O.F.M. † (1518 - 1527)
- Ludovico Buono † (1527 - 1528)
- Leonardo Buonafede, O.S.B. † (1528 - 1529 )
- Alfonso Carillo † (1530 - 1547)
- Pellegrino Fabi † (1547 - 1551)
- Giulio Pavesi, O.P. † (1555 - 1558)
- Ugo Boncompagni † (1558 - 1565, eleito papa com o nome de Gregório XIII)
- Antonio Ganguzia † (1565 - 1574)
- Anselmo Olivieri, O.F.M. † (1574 - ?)
- José Esteve Juan  † (1586 - 1589)
- Tommaso Malatesta, O.P. † (1589 - 1589)
- Maschio Ferracuti † (1589 - 1613)
- Muzio Vitali † (1613 - 1615)
- Paolo Palumbo, C.R. † (1615 - 1617)
- Ambrogio Palumbo, O.P. † (1618 - 1641)
- Paolo Ciera, O.S.A. † (1642 - 1644)
- Giacomo Accarisi † (1644 - 1653)
- Giovanni Mastelloni † (1654 - 1668)
- Raimondo de Pozzo † (1668 - 1694)
- Andrea Tontoli † (1695 - 1696)
- Francesco Antonio Volturale † (1697 - 1697)
- Lorenzo Kreutter de Corvinis, O.S.B. Silv. † (1697 - 1701)
- Giovanni Antonio Ruggeri † (1703 - 1704)
- Camillo Caravita † (1704 - 1713)
  - Sé vacante (1713-1718)
- Giuseppe Grisconi, Sch.P. † (1718 - 1719)
- Marcantonio de Marco † (1720 - 1725)
- Nicola Preti Castriota † (1725 - 1748)
- Nicola Cimaglia, O.S.B. Coel. † (1748 - 1764)
- Giuseppe Maruca † (1764 - 1784)
  - Sede vacante (1784-1792)
- Domenico Arcaroli † (1792 - 1817)
  - Sé administrada pelos arcebispos de Manfredonia (1818-1986)

### Arcebispos de Manfredonia e administradores apostólicos de Vieste
- Eustachio Dentice, C.R. † (1818 - 1830)
- Vitangelo Salvemini † (1832 - 1854)
- Vincenzo Taglialatela † (1854 - 1879)
- Beniamino Feuli † (1880 - 1884)
- Federico Pizza † (1884 - 1897)
- Pasquale Gagliardi † (1897 - 1929)
  - Alessandro Macchi † (1929 - 1931) (administrador apostólico)
- Andrea Cesarano † (1931 - 1969)
  - Antonio Cunial † (1967 - 1970) (administrador apostólico sede plena)
- Valentino Vailati † (1970 - 1986)

### Arcebispos de Manfredonia-Vieste
- Valentino Vailati † (1986 - 1990)
- Vincenzo D'Addario † (1990 - 2002)

### Arcebispos de Manfredonia-Vieste-San Giovanni Rotondo
- Domenico Umberto D'Ambrosio (2003 - 2009)
- Michele Castoro † (2009 - 2018)
- Franco Moscone, C.R.S. (desde 2018)

### Siponto e Manfredonia
- (em italiano) Pompeo Sarnelli, Cronologia de' vescovi et arcivescovi sipontini, Manfredonia, 1680
- (em latim) Ferdinando Ughelli, Italia sacra, vol. VII, seconda edizione, Venezia, 1721, coll. 809-865
- (em italiano) Vincenzio d'Avino, Cenni storici sulle chiese arcivescovili, vescovili e prelatizie (nullius) del Regno delle Due Sicilie, Napoli, 1848, pp. 308–311
- (em italiano) Giuseppe Cappelletti, Le Chiese d'Italia dalla loro origine sino ai nostri giorni, Venezia, 1858, vol. XX, pp. 577–594
- (em italiano) Francesco Lanzoni, Le diocesi d'Italia dalle origini al principio del secolo VII (an. 604), vol. I, Faenza, 1927, pp. 277–284
- (em alemão) Hans-Walter Klewitz, Zur geschichte der bistumsorganization Campaniens und Apuliensim 10. und 11. Jahrhundert, in Quellen und Forschungen aus italienischen archiven und bibliotheken, XXIV (1932-33), pp. 54–55
- (em latim) Paul Fridolin Kehr, Italia Pontificia, vol. IX, Berlim, 1962, pp. 230–267
- (em alemão) Norbert Kamp, Kirche und Monarchie im staufischen Königreich Sizilien, vol. 2, Prosopographische Grundlegung: Bistümer und Bischöfe des Königreichs 1194 - 1266; Apulien und Kalabrien, München, 1975, pp. 530–540
- (em italiano) Giorgio Otranto, L'episcopato dauno nei primi sei secoli, Atti del 4º Convegno Nazionale sulla Preistoria-Protostoria-Storia della Daunia, San Severo, 1985, pp. 149–151
- Mario Spedicato, Vescovi e riforma cattolica a Manfredonia nel periodo post-tridentino (secc. XVII-XVIII), Atti del 14º Convegno Nazionale sulla Preistoria-Protostoria-Storia della Daunia, San Severo, 1996, pp. 181–218
- (em latim) Pius Bonifacius Gams, Series episcoporum Ecclesiae Catholicae, Graz, 1957, pp. 924–925
- (em latim) Konrad Eubel, Hierarchia Catholica Medii Aevi, vol. 1 Arquivado em 2019-07-09 no Wayback Machine, p. 453; vol. 2, p. 238; vol. 3, pp. 300–301; vol. 4 Arquivado em 2018-10-04 no Wayback Machine, pp. 328–329; vol. 5, p. 358; vol. 6, p. 381

### Vieste
- (em italiano) La diocesi di Vieste su Beweb - Beni ecclesiastici in web
- (em latim) Ferdinando Ughelli, Italia sacra, vol. VII, seconda edizione, Venezia, 1721, coll. 865-878
- (em italiano) Vincenzo Giuliani, Memorie storiche, politiche, ecclesiastiche della città di Vieste, Napoli, 1768
- (em italiano) Vincenzio d'Avino, Cenni storici sulle chiese arcivescovili, vescovili e prelatizie (nullius) del Regno delle Due Sicilie, Napoli, 1848, p. 747
- (em italiano) Giuseppe Cappelletti, Le Chiese d'Italia dalla loro origine sino ai nostri giorni, Venezia, 1858, vol. XX, pp. 595–600
- (em latim) Paul Fridolin Kehr, Italia Pontificia, vol. IX, Berlim, 1962, pp. 268–270
- (em alemão) Norbert Kamp, Kirche und Monarchie im staufischen Königreich Sizilien, vol. 2, Prosopographische Grundlegung: Bistümer und Bischöfe des Königreichs 1194 - 1266; Apulien und Kalabrien, München, 1975, pp. 541–542
- (em latim) Pius Bonifacius Gams, Series episcoporum Ecclesiae Catholicae, Graz, 1957, pp. 941–942
- (em latim) Konrad Eubel, Hierarchia Catholica Medii Aevi, vol. 1 Arquivado em 2019-07-09 no Wayback Machine, p. 524; vol. 2, p. 266; vol. 3, p. 332; vol. 4 Arquivado em 2018-10-04 no Wayback Machine, p. 366; vol. 5, p. 412; vol. 6, p. 439